# Zavinek
Zavinek is een plaats in Slovenië en maakt deel uit van de gemeente Škocjan in de NUTS-3-regio Jugovzhodna Slovenija. De plaats telde 63 inwoners op 1 januari 2020.